# Cuba di Ciprigna

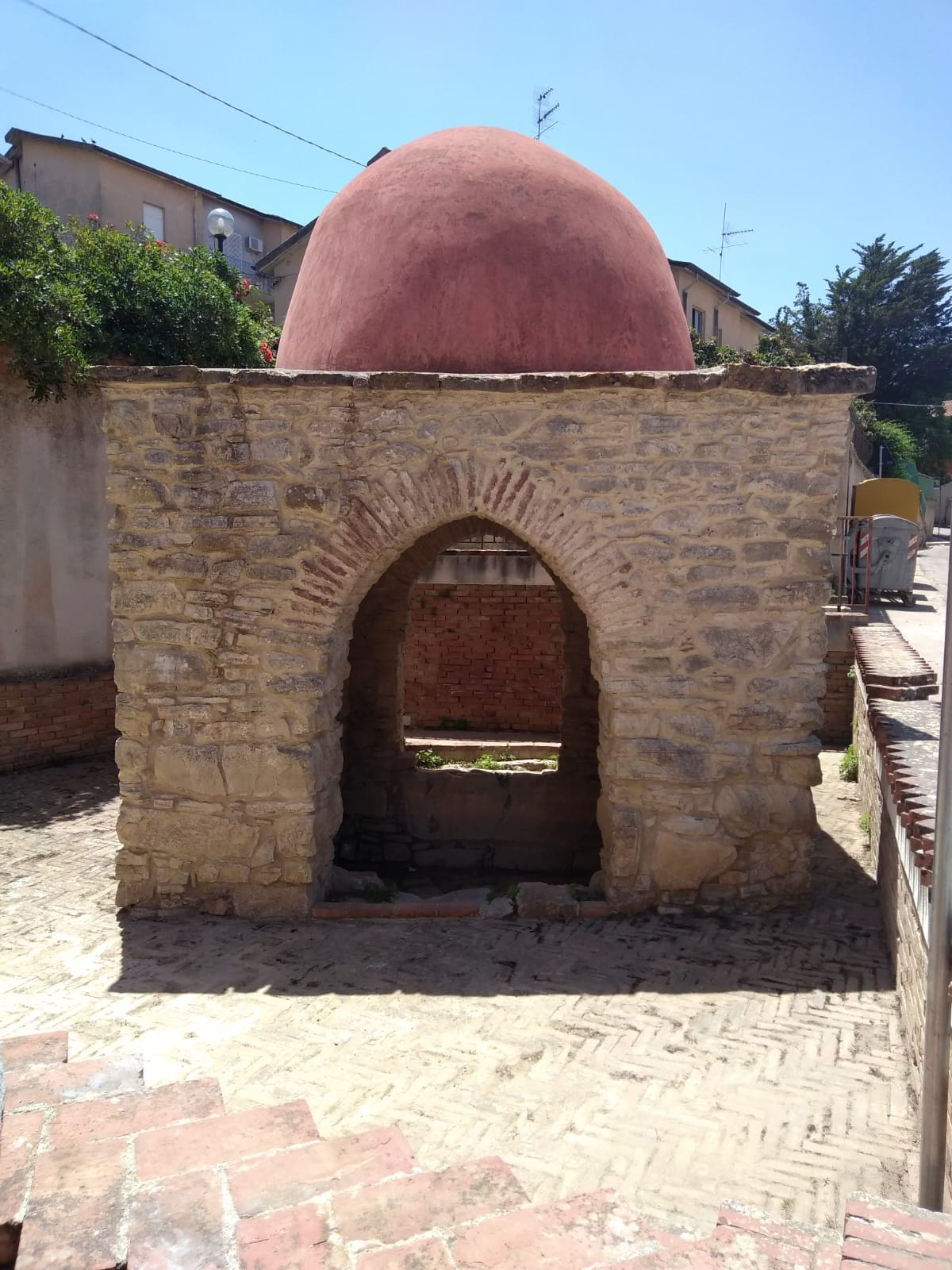
La Cuba

La Cuba di Ciprigna (detta anche cuba di Ciprina o cuba araba) è una struttura architettonica che testimonia l'insediamento delle popolazioni arabe nel territorio di Vicari (nel palermitano). La cuba nasce in origine in aperta campagna, tuttavia, nel corso degli anni, a causa dell'espansione territoriale, venne circondata da edifici di costruzione moderna, ma divenne un elemento integrante del paese, tanto che la zona in cui è situata prese il nome proprio da essa: "quartiere di Ciprigna".

## Descrizione

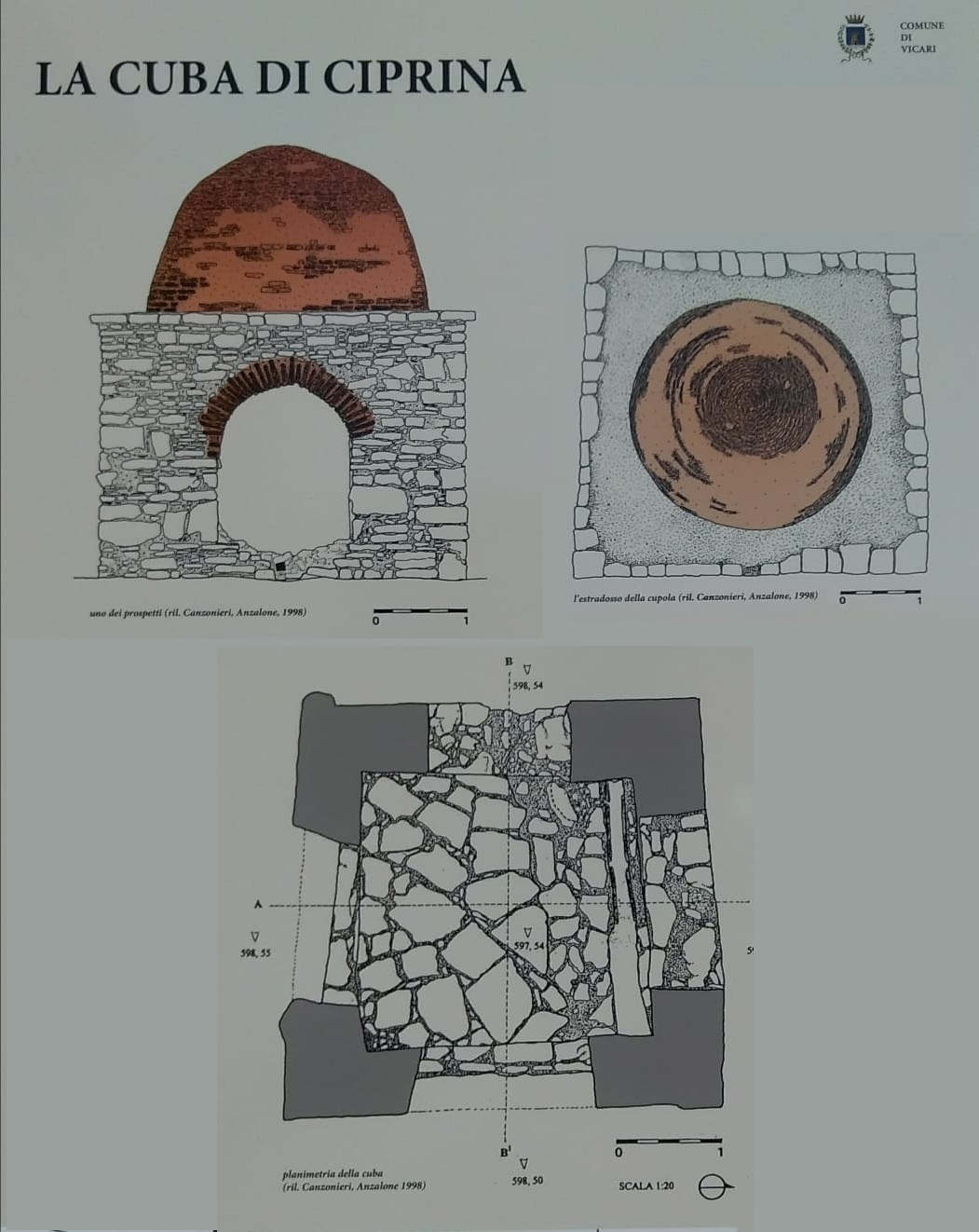
Prospetto pianta e sezione

La Cuba presenta una planimetria quadrata, con quattro aperture ad arco ogivale poste al centro di ciascun lato e sormontate da una calotta emisferica realizzata con blocchi di pietra locale posti a raggiera.
Le aperture poste ai lati sono rivolte in maniera esatta ai quattro punti cardinali.
La principale funzione della struttura si suppone fosse quella di cisterna o "gebbia" (in gergo locale), infatti nei pressi di essa vi è una sorgente d'acqua facente parte, con molta probabilità di un'antica rete idrica araba.
Nel panorama siciliano, sono presenti altri esemplari architettonici di questo tipo, come la "Cubula" di Palermo e la Chiesa di San Cataldo (Palermo), costruite entrambe nello stesso periodo della Cuba di Ciprigna, ovvero tra la fine del XI e gli inizi del XII secolo d.C.

## Curiosità
Il termine "ciprina", nel periodo classico, veniva attribuito alla dea Venere, pertanto si ipotizza che la cuba sia stata dedicata proprio a Venere, o sia stata costruita sopra i resti di un edificio del periodo classico.